# تاريخ آسيا

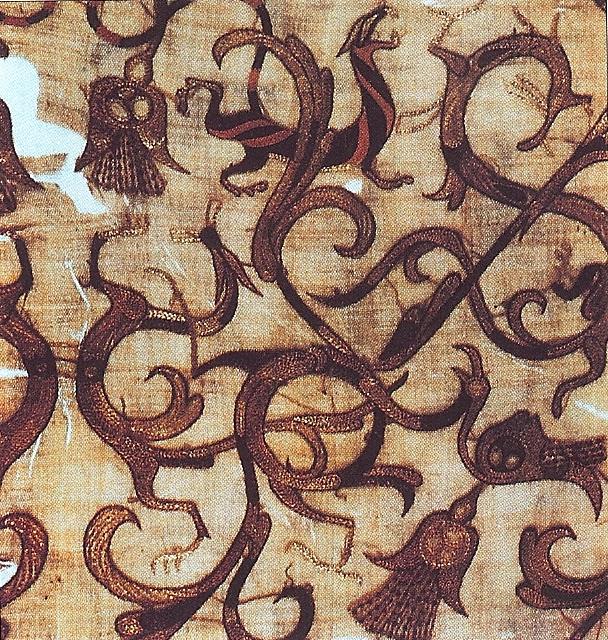

يمكن رؤية تاريخ آسيا على أنه التاريخ الجماعي للعديد من المناطق الساحلية الطرفية المتميزة مثل شرق آسيا وجنوب آسيا وجنوب شرق آسيا والشرق الأوسط المرتبطة بالكتلة الداخلية للسهوب الأوراسية.
كان المحيط الساحلي موطنًا لبعض أقدم الحضارات والديانات المعروفة في العالم، حيث طورت كل منطقة من المناطق الثلاث حضارات مبكرة حول وديان الأنهار الخصبة. كانت هذه الوديان خصبة لأن التربة فيها كانت غنية ويمكن أن تحمل العديد من المحاصيل الجذرية. تشترك الحضارات في بلاد ما بين النهرين والهند والصين في العديد من أوجه التشابه ومن المحتمل أنها تبادلت التقنيات والأفكار مثل الرياضيات والعجلة. من المحتمل أن تتطور مفاهيم أخرى مثل فكرة الكتابة بشكل فردي في كل مجال. تطورت المدن والدول ثم الإمبراطوريات في هذه الأراضي المنخفضة.
لطالما سُكنت منطقة السهوب من قبل البدو الرحّل، الذين يمكنهم الوصول منها إلى جميع مناطق القارة الآسيوية. كان الجزء الشمالي من القارة، الذي يغطي الكثير من سيبيريا، غير قادر على الوصول إلى سهوب الرحل بسبب الغابات الكثيفة والتندرا. كانت هذه المناطق في سيبيريا قليلة السكان للغاية.
فُصل المركز والأطراف عن طريق الجبال والصحارى. شكلت القوقاز وهيمالايا وصحراء قره قوم وصحراء غوبي حواجز لم يتمكن الفرسان من تجاوزها إلا بصعوبة. في حين كان سكان المدينة من الناحية التكنولوجية والثقافية أكثر تقدمًا، إلا أنهم لم يتمكنوا من فعل القليل عسكريًا للدفاع ضد جحافل السهوب. ومع ذلك، لم يكن في الأراضي المنخفضة ما يكفي من المراعي المفتوحة لدعم قوة كبيرة من الخيول. وهكذا اضطر البدو الذين احتلوا دولًا في الشرق الأوسط قريبًا إلى التكيف مع المجتمعات المحلية.
لاح انتشار الإسلام في العصر الذهبي للإسلام وعصر النهضة التيمورية، ما أثّر فيما بعد على الأسلحة النارية الإسلامية. يتميز تاريخ آسيا بالتطورات الرئيسية التي شوهدت في أجزاء أخرى من العالم، بالإضافة إلى الأحداث التي أثرت على تلك المناطق الأخرى. تشمل هذه التجارة طريق الحرير، الذي نشر الثقافات واللغات والأديان والأمراض في جميع أنحاء التجارة الأفروآسيوية. كان التقدم الرئيسي الآخر هو ابتكار البارود في الصين في العصور الوسطى، الذي طورته لاحقًا إمبراطوريات البارود، بشكل رئيسي من قبل المغول والصفويين، وأدى إلى حرب متقدمة من خلال استخدام البنادق.

## عصور ما قبل التاريخ

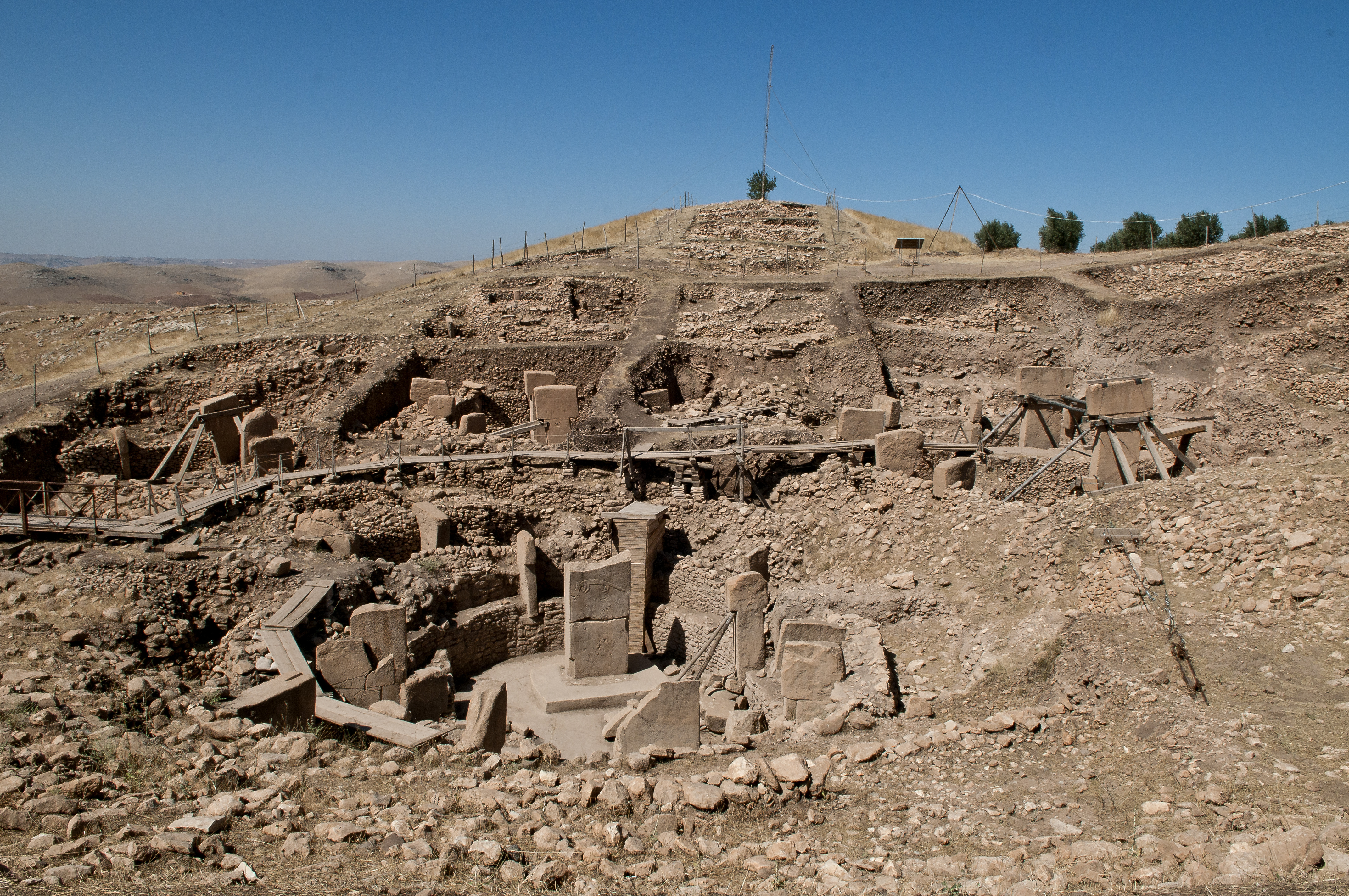
غوبكلي تيبي، أورفا

أظهر تقرير صادر عن عالم الآثار راكيش تيواري من لاهوراديو، الهند، أن تواريخ C14 الجديدة تتراوح بين 9000 و8000 قبل الميلاد ترتبط بالأرز، ما يجعل لاهوراديو أقرب موقع من العصر الحجري الحديث في جنوب آسيا بالكامل.
يحتوي موقع بيفودي الذي يعود إلى عصور ما قبل التاريخ بالقرب من يكسيان في مقاطعة خبي، الصين، على بقايا ثقافة متزامنة مع ثقافتي سيشان وشنغلونغوا (شينغ التنين الملك  بالصينية) من حوالي 8000-7000 قبل الميلاد، وثقافات العصر الحجري الحديث شرق جبال تاي هانغ، وتملأ فجوة أثرية بين ثقافتي شمال الصين.
تبلغ المساحة الإجمالية المحفورة أكثر من 1200 متر مربع، وتتألف مجموعة نتائج العصر الحجري الحديث في الموقع من مرحلتين. حوالي 5500 قبل الميلاد، ظهرت الثقافة الحلفية في لبنان وإسرائيل وسوريا والأناضول وشمال بلاد الرافدين، على أساس زراعة الأراضي الجافة. في جنوب بلاد ما بين النهرين كانت السهول الغرينية سومر وإيلام. نظرًا إلى قلة هطول الأمطار، كانت أنظمة الري ضرورية. ازدهرت ثقافة عبيد من 5500 قبل الميلاد.

## التاريخ القديم

### العصر البرونزي
بدأت فترة العصر الحجري الحديث (أو العصر النحاسي) حوالي 4500 قبل الميلاد، ثم بدأ العصر البرونزي حوالي 3500 قبل الميلاد، ليحل محل الثقافات النيوليتية. كانت حضارة وادي السند حضارة من العصر البرونزي (3300-1300 قبل الميلاد؛ فترة الذروة 2600-1900 قبل الميلاد) تركزت في الغالب في الجزء الغربي من شبه القارة الهندية. يعتقد أنه ظهر شكل مبكر من الهندوسية خلال هذه الحضارة. تشمل بعض المدن العظيمة في هذه الحضارة هارابا وموهينجو دارو، والتي كان لديها مستوى عال من تخطيط المدن والفنون. هناك جدل حول سبب تدمير هذه المناطق حوالي عام 1700 قبل الميلاد، على الرغم من أن الأدلة تشير إلى أن سببه كان الكوارث الطبيعية (خاصة الفيضانات). يمثل هذا العصر الفترة الفيدية في الهند، والتي استمرت من 1500 إلى 500 قبل الميلاد تقريبًا. خلال هذه الفترة، تطورت اللغة السنسكريتية وكتبت الفيدا، وترانيم ملحمية تروي حكايات الآلهة والحروب. كان هذا هو الأساس للديانة الفيدية، التي من شأنها أن تتطور في النهاية إلى الهندوسية.
كانت الصين وفيتنام أيضًا مركزين لتشغيل المعادن. يعود تاريخهما إلى العصر الحجري الحديث، اكتُشفت أول طبول برونزية، تسمى طبول دونغ سون في مناطق دلتا النهر الأحمر وحولها في فيتنام وجنوب الصين. تعود ثقافة دونغ سون لما قبل التاريخ في فيتنام. عثر على سطح طبل سونغ دا البرونزي لثقافة دونج سون في فيتنام في بان شيانج، تايلاند (جنوب شرق آسيا). جرى اكتشاف قطع أثرية برونزية يرجع تاريخها إلى عام 2100 قبل الميلاد. في نيانغان، حُفرت أدوات برونزية من البرونز إلى جانب الخزف والتحف الحجرية. ما تزال عملية التأريخ قائمة حاليًا (3500-500 قبل الميلاد).

### العصر الحديدي
شهد العصر الحديدي الاستخدام الواسع النطاق لأدوات الحديد والأسلحة والدروع في جميع الحضارات الرئيسية في آسيا.

#### الشرق الأوسط
حكمت الأسرة الأخمينية للإمبراطورية الفارسية، التي أسسها سايروس العظيم، منطقة من اليونان والأناضول امتدادًا إلى نهر السند وآسيا الوسطى من القرن السادس إلى الرابع قبل الميلاد. شهدت السياسة الفارسية تسامحًا مع الثقافات الأخرى، وتضمنت حكومة شديدة المركزية، وتطورات مهمة في البنية التحتية. في وقت لاحق، في عهد داريوس العظيم، جرى دمج الأراضي وتطوير البيروقراطية وتعيين النبلاء في مواقع عسكرية، وتنظيم جمع الضرائب بعناية، واستخدام الجواسيس لضمان ولاء المسؤولين الإقليميين.
كان الدين الأساسي لبلاد فارس في ذلك الوقت الزرادشتية، التي طورها الفيلسوف زرادشت. أدخلت شكلًا مبكرًا من التوحيد إلى المنطقة. حظر هذا الدين التضحية بالحيوانات واستخدام الخمر والمسكرات في الطقوس. وقدم مفهوم الخلاص الروحي من خلال العمل الأخلاقي الشخصي، ونهاية الزمان، والحكم العام والخاص مع مفاهيم الجنة أو الجحيم. ستؤثر هذه المفاهيم بشكل كبير على الأباطرة والجماهير اللاحقة. والأهم من ذلك، أن الزرادشتية ستكون مقدمة مهمة للديانات الإبراهيمية مثل المسيحية أو الإسلام أو اليهودية. نجحت الإمبراطورية الفارسية في إرساء السلام والاستقرار في جميع أنحاء الشرق الأوسط وكان لها تأثير كبير في الفن والسياسة (التي تؤثر على القادة الهلنستيين) والدين.
فتح الإسكندر الأكبر هذه السلالة في القرن الرابع قبل الميلاد، وخرج بالفترة الهلنستية القصيرة. لم يكن قادرًا على تحقيق الاستقرار، وبعد وفاته، دخلت بلاد فارس بسلالات صغيرة ضعيفة بما في ذلك الإمبراطورية السلوقية، تلتها الإمبراطورية الفرثية. بحلول نهاية العصر الكلاسيكي، أُعيد دمج بلاد فارس في الإمبراطورية الساسانية، والمعروفة أيضًا باسم الإمبراطورية الفارسية الثانية.
سيطرت الإمبراطورية الرومانية فيما بعد على أجزاء من غرب آسيا. سيطرت السلالات السلوقية والبارثية والساسانية في بلاد فارس على غرب آسيا لعدة قرون.

#### الهند
تشكل إمبراطوريتا موريا وجوبتا العصر الذهبي للهند فقد تميزتا باختراعات واكتشافات واسعة في العلوم والتكنولوجيا والفن والدين والفلسفة التي تبلور عناصر ما يعرف عمومًا بالثقافة الهندية. كان لديانات الهندوسية والبوذية، التي بدأت في شبه القارة الهندية، تأثير مهم على جنوب وشرق وجنوب شرق آسيا.
بحلول عام 600 قبل الميلاد، تم تقسيم الهند إلى 17 دولة إقليمية تنازعت فيما بينها في بعض الأحيان. في عام 327 قبل الميلاد، أتى الإسكندر الأكبر إلى الهند برؤية غزو العالم كله عبر شمال غرب الهند، وأنشأ مقاطعة باكتريا لكنه لم يستطع المضي قدمًا لأن أفراد جيشه أرادوا العودة إلى أسرهم. قبل وقت قصير، بدأ الجندي شاندراكوبتا ماوريا بالسيطرة على نهر الغانج وسرعان ما أسس إمبراطورية موريا. كانت الإمبراطورية الماورية (بالسنسكريتية: मौर्य राजवंश، موريا راجافانيها) الإمبراطورية الواسعة والقوية جغرافيًا في الهند القديمة، التي حكمتها السلالة المورينية من 321 إلى 185 قبل الميلاد. كانت إحدى أكبر الإمبراطوريات في العالم في عصرها، تمتد إلى جبال الهمالايا في الشمال (حاليًا آسام في الشرق) حتى خارج باكستان الحديثة في الغرب، وتضم بلوشستان وجزءًا كبيرًا مما هو الآن أفغانستان، في أقصى حد. إلى الجنوب من الإمبراطورية المورينية كانت تاميلاكام دولة مستقلة تهيمن عليها ثلاث سلالات، البانديائيون، وتشولا وتشيرا. قاد الحكومة التي أنشأها شاندراكوبتا ملك استبدادي، اعتمد في المقام الأول على الجيش لتأكيد سلطته. كما طبقت استخدام البيروقراطية وقدمت الخدمة البريدية. وسّع حفيد شاندراكوبتا (آشوكا) الإمبراطورية بشكل كبير من خلال غزو معظم الهند الحديثة (باستثناء الطرف الجنوبي). تحول في نهاية المطاف إلى البوذية وبدأ حياة سلمية حيث روج للدين وكذلك الأساليب الإنسانية في جميع أنحاء الهند. تفككت إمبراطورية موريا بعد موت آشوكا بفترة وجيزة وغزاها غزاة كوشان من الشمال الغربي، لتأسيس الإمبراطورية الكوشانية. تسبب تحولهم إلى البوذية في ارتباط الدين بالأجانب وبالتالي حدث انخفاض في شعبيته.
انهارت إمبراطورية كوشان بحلول عام 220 ميلادية، ما خلق المزيد من الاضطراب السياسي في الهند. ثم في عام 320، تأسست إمبراطورية جوبتا (بالسنسكريتية:गुप्त राजवंश، جوبتا راجافانيها) وغطت الكثير من شبه القارة الهندية. أسست من قبل مهراجا سري جوبتا، كانت السلالة نموذجًا للحضارة الكلاسيكية. وحّد ملوك غوبتا المنطقة في المقام الأول من خلال التفاوض مع القادة المحليين والعائلات وكذلك التزاوج الاستراتيجي. غطى حكمهم أرضًا أقل من إمبراطورية موريا، لكنهم حققوا استقرارًا عظيمًا. في عام 535، انتهت الإمبراطورية عندما اجتاح الهوناس الهند.